# Medina mira
Medina mira là một loài ruồi trong họ Tachinidae.